# Santa Terezinha do Progresso
Santa Terezinha do Progresso este un oraș în Santa Catarina (SC), Brazilia.